# Ambo (stad)
Ambo (ook bekend als Hagere Hiwot) is een stad in Ethiopische regio Oromiya.
In 2012 telde Ambo 94.342 inwoners.

## Onderwijs
In deze is de  Ambo University gevestigd.

## Geboren
- Fita Bayissa (1972), atleet
- Urige Buta (1978), Noors atleet
- Abera Kuma (1990), atleet
- Mulualem Girma Teshale (1987), zwemmer

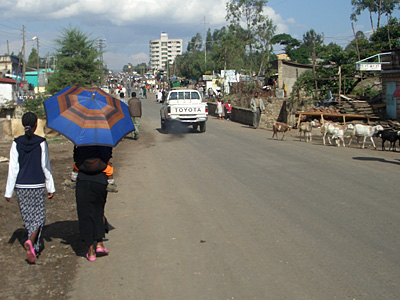
Straatbeeld